# Sandy Wexler
Sandy Wexler è un film del 2017 diretto da Steven Brill e interpretato da Adam Sandler. Il personaggio di Wexler è un omaggio satirico al manager dello stesso Sandler, ovvero Sandy Wernick.

## Trama
Sandy Wexler è un manager che lavora a Los Angeles negli anni '90. Nonostante sia molto diligente nell'adempiere al suo lavoro, come clienti ha solamente un piccolo gruppo di persone che risiedono ai margini dello spettacolo televisivo e non è molto stimato nel suo ambiente. Un giorno incontra però Courtney Clarke, una ragazza dotata di una voce bellissima, che convince a mettersi in affari con lui. Nonostante la donna riesca in poco tempo a diventare una cantante famosa a livello internazionale, le cose cambiano quando tra i due nasce un sentimento che va oltre l'amicizia, che metterà Sandy duramente alla prova.